# القلات (سرار)

تعديل مصدري - تعديل

القلات هي إحدى قرى عزلة سرار بمديرية سرار التابعة لمحافظة أبين، بلغ تعداد سكانها 123 نسمة حسب تعداد اليمن لعام 2004.